# Geisha (djur)
För andra betydelser, se Geisha (olika betydelser).
Geisha är ett släkte av insekter. Geisha ingår i familjen Flatidae.
Kladogram enligt Catalogue of Life:
| Geisha | \| \| Geisha bifurcata \| \| \| \| \| \| Geisha distinctissima \| \| \| \| \| \| Geisha qinlingeinsis \| \| \| \| |
|        | \| \| Geisha bifurcata \| \| \| \| \| \| Geisha distinctissima \| \| \| \| \| \| Geisha qinlingeinsis \| \| \| \| |
|        | Geisha bifurcata                                                                                                  |
|        | |
|        | Geisha distinctissima                                                                                             |
|        | |
|        | Geisha qinlingeinsis                                                                                              |
|        | |

## Bildgalleri

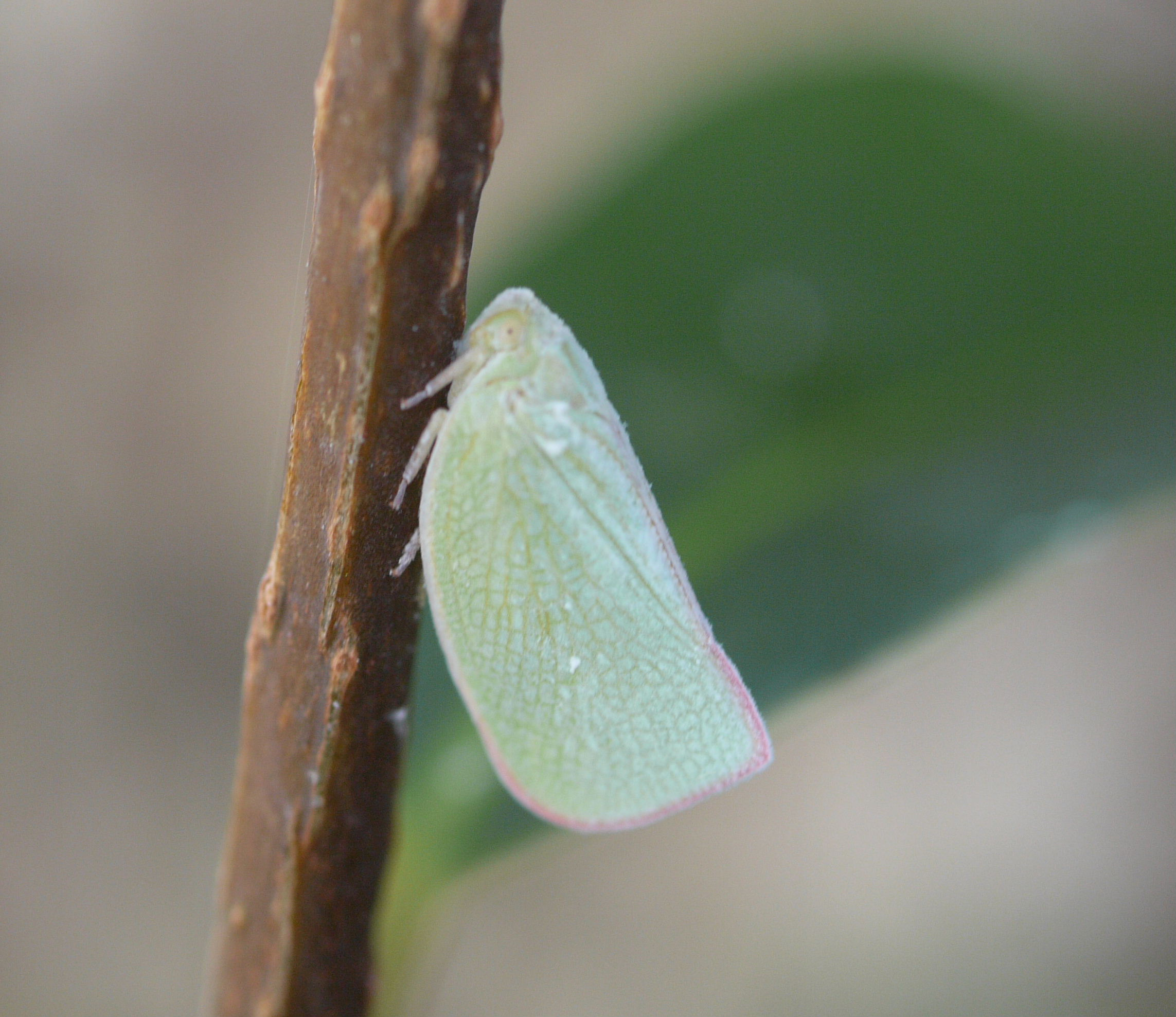
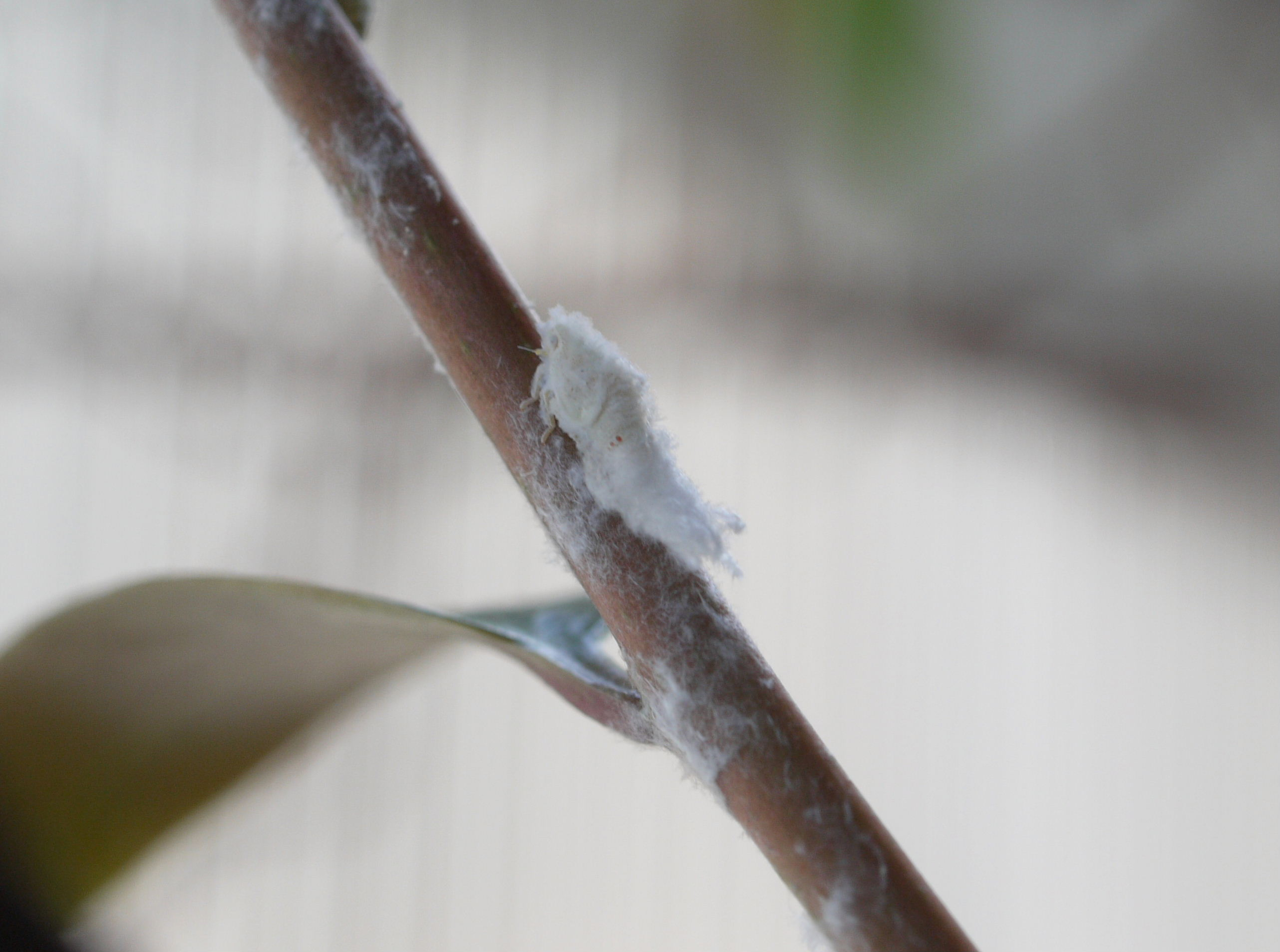